# Travamento
Travamento (em inglês:  crash) ou falha de sistema, é um termo utilizado em informática para descrever uma situação onde um computador ou aplicativo ou mesmo parte do  sistema operativo deixa de funcionar, geralmente após deparar com algum tipo de erro. Muitas vezes o programa em questão parece congelar até que o gerenciador de processos documentar seu travamento (por meio de um relatório de travamento). Caso o programa seja parte crítica do núcleo, o computador pode travar como um todo.

## Travamentos em programas
Muitos travamentos são o resultado da execução de alguma instrução de máquina específica, mas suas causas podem ser diversas. São causas comuns de travamentos:
- A tentativa de ler ou escrever na memória algo que não está alocado para leitura ou escrita por esse programa
- Tentativa de executar instruções privilegiadas ou inválidas
- Circunstancias imprevistas ou código mal escrito levando ao programa entrar num ciclo infinito
- Tentativa de executar operações E/S (Entrada/Saída) em dispositivos de hardware aos quais não tem permissão para aceder
- Passagem de argumentos inválidos em chamadas do sistema
- Falhas graves em programas nos sistemas Windows levam à Tela Azul da Morte

## Travamento de websites
Ocorre quando o aplicativo servidor que disponibiliza o website trava e torna o site inacessível ou ainda apresenta somente uma mensagem de erro no lugar de seu conteúdo normal.
Por exemplo: se um site utiliza um banco de dados para prover dados ao script que gera as páginas dinâmicas e este banco de dados trava, então o script apresentará somente uma mensagem de erro ao conectar-se ao banco (no lugar do conteúdo normal do site).

## Travamento do sistema operacional
O travamento do sistema operacional muitas vezes acontece quando é gerada uma exceção de hardware com a qual o sistema operacional não estava preparado para lidar.